# Saison 2013-2014 des Kings de Los Angeles
Autres saisons
La saison 2013-2014 est la 47e saison de hockey sur glace jouée par les Kings de Los Angeles dans la Ligue nationale de hockey.

## Saison régulière

### Classement
Pour les significations des abréviations, voir statistiques du hockey sur glace.
| Clt   | Équipe               | PJ | V  | D  | DP | BP  | BC  | Pts |
| ----- | -------------------- | -- | -- | -- | -- | --- | --- | --- |
| +001, | Ducks d'Anaheim      | 82 | 54 | 20 | 8  | 266 | 209 | 116 |
| +002, | Sharks de San José   | 82 | 51 | 22 | 9  | 249 | 200 | 111 |
| +003, | Kings de Los Angeles | 82 | 46 | 28 | 8  | 206 | 174 | 100 |
| +004, | Coyotes de Phoenix   | 82 | 37 | 30 | 15 | 216 | 231 | 89  |
| +005, | Canucks de Vancouver | 82 | 36 | 35 | 11 | 196 | 223 | 83  |
| +006, | Flames de Calgary    | 82 | 35 | 40 | 7  | 209 | 241 | 77  |
| +007, | Oilers d'Edmonton    | 82 | 29 | 44 | 9  | 203 | 270 | 67  |

- Vainqueurs de division
- Qualifiés pour les séries

### Composition de l'équipe
| Nom                | PJ | B  | A  | Pts | Pun | +/- |
| ------------------ | -- | -- | -- | --- | --- | --- |
| Anže Kopitar       | 82 | 29 | 41 | 70  | 34  | 24  |
| Jeff Carter        | 72 | 27 | 23 | 50  | 8   | 44  |
| Justin Williams    | 82 | 19 | 24 | 43  | 14  | 48  |
| Mike Richards      | 82 | 11 | 30 | 41  | −6  | 28  |
| Drew Doughty       | 78 | 10 | 27 | 37  | 18  | 64  |
| Viatcheslav Voïnov | 82 | 4  | 30 | 34  | 6   | 44  |
| Dwight King        | 77 | 15 | 15 | 30  | 16  | 18  |
| Tyler Toffoli      | 62 | 12 | 17 | 29  | 21  | 10  |
| Jarret Stoll       | 78 | 8  | 19 | 27  | 9   | 48  |
| Dustin Brown       | 79 | 15 | 12 | 27  | 7   | 66  |
| Jake Muzzin        | 76 | 5  | 19 | 24  | 8   | 58  |
| Alec Martinez      | 61 | 11 | 11 | 22  | 17  | 14  |
| Marián Gáborík     | 19 | 5  | 11 | 16  | 7   | 4   |
| Robyn Regehr       | 79 | 3  | 11 | 14  | 6   | 46  |
| Willie Mitchell    | 76 | 1  | 11 | 12  | 14  | 58  |
| Trevor Lewis       | 73 | 6  | 5  | 11  | −1  | 6   |
| Jordan Nolan       | 64 | 6  | 4  | 10  | −1  | 54  |
| Kyle Clifford      | 71 | 3  | 5  | 8   | 6   | 81  |
| Tanner Pearson     | 25 | 3  | 4  | 7   | 2   | 8   |
| Matt Greene        | 38 | 2  | 4  | 6   | 6   | 47  |
| Matt Frattin       | 40 | 2  | 4  | 6   | −6  | 11  |
| Linden Vey         | 18 | 0  | 5  | 5   | 0   | 0   |
| Colin Fraser       | 33 | 0  | 2  | 2   | −4  | 30  |
| Andrew Campbell    | 3  | 0  | 0  | 0   | 0   | 0   |
| Daniel Carcillo    | 26 | 1  | 1  | 2   | −1  | 57  |

## Séries éliminatoires

### Quarts de finale d'association contre San José

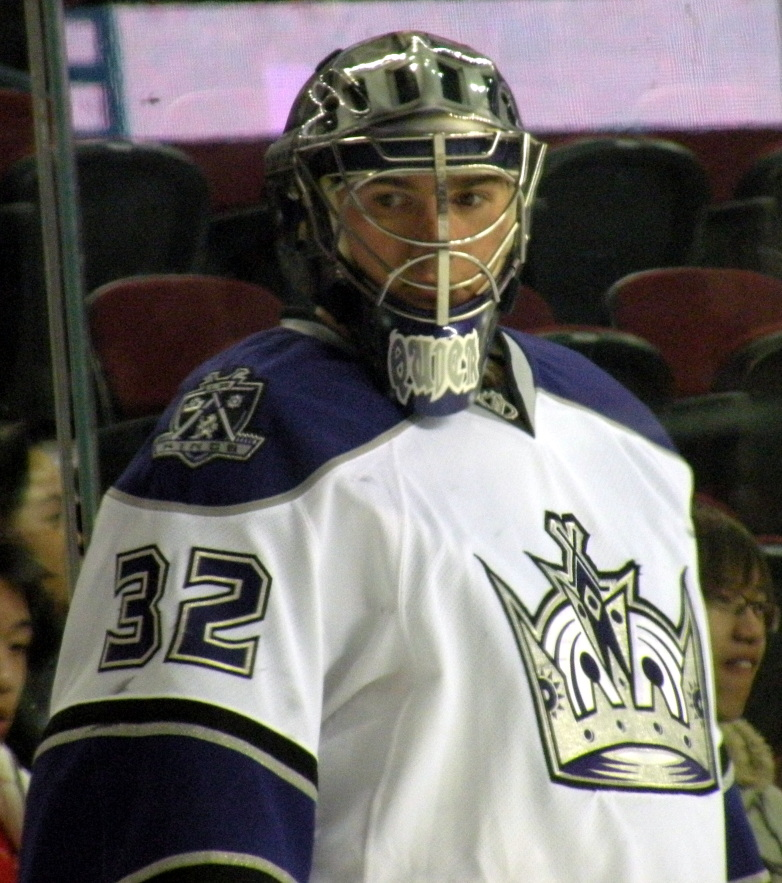
Jonathan Quick encaisse 16 buts en trois matches.

Le derby californien opposant le 2e au 3e de la division Pacifique voit les Sharks de San José accueillir les Kings de Los Angeles. La saison précédente, les deux franchises se sont affrontées en demi-finale d'association, demi-finale que les Kings ont remporté en 7 matches. Cette saison, les deux clubs se sont rencontrés à 5 reprises pour un bilan de 3 victoires à 2 pour les Kings. Les Sharks sont menés par Joe Pavelski qui a marqué 41 buts et 79 points en 82 matches ; Anže Kopitar est le meilleur buteur, passeur et pointeur des Kings avec 29 buts, 41 passes et 70 points, soit 20 points de plus que son dauphin Jeff Carter.
Les Sharks commencent idéalement le premier match en marquant 5 buts consécutifs par cinq joueurs différents : Joe Thornton, Tomáš Hertl, Patrick Marleau, Raffi Torres et Marc-Édouard Vlasic. Le gardien des Kings, Jonathan Quick fait les frais de ce début de match raté et est remplacé par Martin Jones pour la troisième période. Les Kings se reprennent et marquent 3 buts par Jake Muzzin, Viatcheslav Voïnov et Trevor Lewis. Ils décident de faire sortir le gardien au profit d'un joueur supplémentaire pour tenter de revenir au score mais les Sharks profitent de ce filet désert pour marquer un sixième but et remporter le match.
Pour le deuxième match, Quick est de retour devant le but des Kings. Ces derniers entament idéalement le match en menant 2-0 à l'issue de la première période mais ils ne parviennent pas à conserver cet avantage et encaissent 3 buts en 2e période et 4 lors de la période suivante pour perdre le match 7-2. Jonathan Quick, pour sa part, se voit crédité de 12 buts encaissés en seulement 5 périodes de jeu.
Malgré tout, Quick est à nouveau devant les buts pour le 3e match joué à Los Angeles. Les Sharks marquent d'abord en première période puis les Kings prennent l'avantage avant d'être rejoint lors du deuxième tiers-temps qui se termine sur le score de 2 buts partout. Los Angeles reprend l'avantage en tout début de troisième période mais San José égalise à nouveau et le match doit se décider en prolongation. Après 6 minutes 20, Patrick Marleau marque le but de la victoire pour les Sharks et permet à son équipe de mener 3-0 dans la série. Quick, quant à lui, termine le match avec 36 arrêts.
Menés 3-0, les Kings ne peuvent plus se permettre de perdre sous peine d'être éliminés de ces séries. Ils marquent en début de match par Marián Gáborík mais les Sharks égalisent 7,3 secondes avant de rentrer au vestiaire. Justin Williams redonne l'avantage aux Kings mais les Sharks reviennent à nouveau 5 minutes plus tard. Williams marque ensuite son deuxième but puis, 3 minutes plus tard, Tyler Toffoli donne deux buts d'avance à Los Angeles à la fin du deuxième tiers. Dès le retour des vestiaires, Gáborík inscrit lui aussi un doublé qui permet aux Kings de prendre 3 buts d'avance et provoque la sortie de Niemi, remplacé dans les filets des Sharks par Alex Stalock. San José parvient à réduire l'écart mais Los Angeles marque une sixième et dernière fois dans le but déserté par Stalock au profit d'un attaquant supplémentaire et évite l'élimination. Au cours de ce match, 12 joueurs des Kings ont marqué au moins un point alors que 10 seulement l'avaient fait lors des 3 premières rencontres.
Lors du cinquième match, les Kings mènent 2-0 après 13 minutes de jeu. En deuxième période, après 22 secondes de jeu, ils marquent à nouveau et Niemi est encore remplacé par Stalock après avoir encaissé 3 buts en 19 tirs. Stalock ne laisse passer aucun tirs mais son vis à vis Quick en fait de même en arrêtant 30 tirs et enregistre un blanchissage, le 4e de sa carrière en séries,. Pour le 6e match, l'entraîneur des Sharks décide de changer de gardien ; Stalock, qui a arrêté les 26 tirs auxquels il a fait face lors des deux matchs précédents, commence la rencontre à la place de Niemi. Sa série sans but s'arrête après 5 minutes 39 quand Williams ouvre la marque pour Los Angeles puis San José parvient à égaliser en milieu de deuxième tiers-temps. Les deux équipes se neutralisent ensuite jusqu'à la 52e minute de jeu. Les Kings marquent alors 3 fois en 3 minutes, le premier par Williams encore puis deux fois par Kopitar. Quick termine la partie avec 25 arrêts sur 26 tirs et les Kings égalisent dans la série pour disputer un 7e match décisif.
Le dernier match de la série est joué à San José où Niemi est de retour devant le filet. Après une première période sans but, les joueurs locaux prennent l'avantage dès le début du 2e tiers-temps. Les Kings égalisent grâce à une supériorité numérique puis marquent 2 nouveaux buts pour mener 3-1 alors qu'il ne reste que 15 minutes de match. San José ne parvient pas à revenir au score et finit par faire sortir son gardien au profit d'un attaquant supplémentaire. New York en profite alors pour marquer 2 nouveaux buts, remporter la victoire 5-1 et se qualifier ainsi pour le 2e tour. Quick, qui avait encaissé 16 buts lors des 3 premiers matchs, n'en a plus accordé ensuite que 5 en 4 matchs.
Dans l'histoire de la LNH, les Kings sont seulement la 4e équipe à se qualifier après avoir perdu les 3 premières rencontres ; ils succèdent aux Maple Leafs de Toronto en 1942, aux Islanders de New York en 1975 et aux Flyers de Philadelphie en 2010.
| 17 avril | San José | 6-3 (3-0, 2-0, 1-3) | Los Angeles | SAP Center at San Jose 17 562 spectateurs |

| Feuille de match | Feuille de match | Feuille de match                    | Feuille de match                                                                        | Feuille de match                                                     |
| ---------------- | --- | ----------------------------------- | --------------------------------------------------------------------------------------- | -------------------------------------------------------------------- |
|                  | Thornton (Pavelski, Burns) — 3 min 6 s Hertl (Sheppard, Wingels) — 19 min 8 s Marleau (Nieto, Sheppard) — 19 min 56 s Torres (Brown, Vlasic) — 32 min 57 s Vlasic (Hertl, Couture) — 36 min 29 s (SN) Burns — 59 min 5 s (CV) | 1-0 2-0 3-0 4-0 5-0 5-1 5-2 5-3 6-3 | Muzzin (Kopitar) — 42 min 1 s Voïnov — 46 min 55 s Lewis (Carter, Regehr) — 53 min 59 s | Arbitrage : Brad Meier, Kelly Sutherland Bryan Pancich, Jay Sharrers |
| Niemi            | Gardiens | Quick Jones                         |                                                                                         | Arbitrage : Brad Meier, Kelly Sutherland Bryan Pancich, Jay Sharrers |
| 10 min           | Pénalités | 10 min                              |                                                                                         | Arbitrage : Brad Meier, Kelly Sutherland Bryan Pancich, Jay Sharrers |
| 33               | Tirs | 34                                  |                                                                                         | Arbitrage : Brad Meier, Kelly Sutherland Bryan Pancich, Jay Sharrers |

| 20 avril | San José | 7-2 (0-2, 3-0, 4-0) | Los Angeles | SAP Center at San Jose 17 562 spectateurs |

| Feuille de match | Feuille de match | Feuille de match                    | Feuille de match                                                   | Feuille de match                                                    |
| ---------------- | --- | ----------------------------------- | ------------------------------------------------------------------ | ------------------------------------------------------------------- |
|                  | Brown (Desjardins) — 24 min 25 s Torres (Desjardins) — 29 min 4 s Braun (Sheppard, Pavelski) — 34 min 45 s Marleau (Nieto, Couture) — 41 min 8 s Pavelski (Boyle, Wingels) — 44 min 7 s Couture (Marleau, Nieto) — 48 min 8 s Thornton (Pavelski, Boyle) — 50 min 6 s (SN) | 0-1 0-2 1-2 2-2 3-2 4-2 5-2 6-2 7-2 | Muzzin (Doughty, Kopitar) — 1 min 51 s Lewis (Carter) — 9 min 33 s | Arbitrage : Gord Dwyer, Dan O'Halloran Michel Cormier, Steve Miller |
| Niemi            | Gardiens | Quick                               |                                                                    | Arbitrage : Gord Dwyer, Dan O'Halloran Michel Cormier, Steve Miller |
| 28 min           | Pénalités | 38 min                              |                                                                    | Arbitrage : Gord Dwyer, Dan O'Halloran Michel Cormier, Steve Miller |
| 40               | Tirs | 26                                  |                                                                    | Arbitrage : Gord Dwyer, Dan O'Halloran Michel Cormier, Steve Miller |

| 22 avril | Los Angeles | 3-4 (pr) (0-1, 2-1, 1-1, 0-1) | San José | Staples Center 18 390 spectateurs |

| Feuille de match | Feuille de match                                                                                               | Feuille de match            | Feuille de match | Feuille de match                                                |
| ---------------- | --- | --------------------------- | --- | --------------------------------------------------------------- |
|                  | Stoll (Toffoli, Doughty) — 24 min 48 s (SN) Gáborík — 27 min 59 s Carter (Kopitar, Doughty) — 40 min 51 s (SN) | 0-1 1-1 2-1 2-2 3-2 3-3 3-4 | Burns (Thornton, Boyle) — 3 min 16 s (SN) Nieto (Demers, Marleau) — 29 min 17 s Hertl (Wingels, Vlasic) — 49 min 17 s Marleau (Hannan) — 66 min 20 s | Arbitrage : Tim Peel, Chris Rooney Michel Cormier, Steve Miller |
| Quick            | Gardiens | Niemi                       | | Arbitrage : Tim Peel, Chris Rooney Michel Cormier, Steve Miller |
| 8 min            | Pénalités | 8 min                       | | Arbitrage : Tim Peel, Chris Rooney Michel Cormier, Steve Miller |
| 31               | Tirs | 40                          | | Arbitrage : Tim Peel, Chris Rooney Michel Cormier, Steve Miller |

| 24 avril | Los Angeles | 6-3 (1-1, 3-1, 2-1) | San José | Staples Center 18 376 spectateurs |

| Feuille de match | Feuille de match | Feuille de match                         | Feuille de match                                                                                                  | Feuille de match                                                        |
| ---------------- | --- | ---------------------------------------- | --- | ----------------------------------------------------------------------- |
|                  | Gáborík (Brown, Voïnov) — 4 min 8 s Williams (Richards, Muzzin) — 23 min 52 s (SN) Williams (Mitchell, Stoll) — 36 min 7 s Toffoli (Martinez, Carter) — 39 min 1 s Gáborík (Kopitar) — 40 min 34 s Brown (Toffoli) — 58 min 32 s (CV) | 1-0 1-1 2-1 2-2 3-2 4-2 5-2 5-3 6-3      | Sheppard (Hannan, Hertl) — 19 min 52 s Nieto (Marleau) — 28 min 25 s Pavelski (Marleau, Boyle) — 51 min 36 s (SN) | Arbitrage : Francis Charron, Paul Devorski Steve Barton, Pierre Racicot |
| Quick            | Gardiens | Niemi (40 min 3 s) Stalock (17 min 46 s) | | Arbitrage : Francis Charron, Paul Devorski Steve Barton, Pierre Racicot |
| 36 min           | Pénalités | 38 min                                   | | Arbitrage : Francis Charron, Paul Devorski Steve Barton, Pierre Racicot |
| 31               | Tirs | 39                                       | | Arbitrage : Francis Charron, Paul Devorski Steve Barton, Pierre Racicot |

| 26 avril | San José | 0-3 (0-2, 0-1, 0-0) | Los Angeles | SAP Center at San Jose 17 562 spectateurs |

| Feuille de match                          | Feuille de match | Feuille de match | Feuille de match                                                                                                   | Feuille de match                                                       |
| ----------------------------------------- | ---------------- | ---------------- | --- | ---------------------------------------------------------------------- |
|                                           |                  | 0-1 0-2 0-3      | Toffoli (Pearson, Martinez) — 8 min 9 s Kopitar (Brown) — 12 min 52 s Carter (Gáborík, Doughty) — 20 min 22 s (SN) | Arbitrage : Marc Joannette, Kevin Pollock Shane Heyer, Matt MacPherson |
| Niemi (20 min 22 s) Stalock (39 min 16 s) | Gardiens         | Quick            | | Arbitrage : Marc Joannette, Kevin Pollock Shane Heyer, Matt MacPherson |
| 12 min                                    | Pénalités        | 12 min           | | Arbitrage : Marc Joannette, Kevin Pollock Shane Heyer, Matt MacPherson |
| 30                                        | Tirs             | 41               | | Arbitrage : Marc Joannette, Kevin Pollock Shane Heyer, Matt MacPherson |

| 28 avril | Los Angeles | 4-1 (1-0, 0-1, 3-0) | San José | Staples Center 18 384 spectateurs |

| Feuille de match | Feuille de match | Feuille de match    | Feuille de match                             | Feuille de match                                                         |
| ---------------- | --- | ------------------- | -------------------------------------------- | ------------------------------------------------------------------------ |
|                  | Williams (Doughty, Muzzin) — 5 min 39 s - Williams (Regehr, Kopitar) — 51 min 56 s Kopitar (Williams, King) — 53 min 27 s Kopitar (Doughty, Martinez) — 54 min 42 s (SN) | 1-0 1-1 2-1 3-1 4-1 | - Sheppard (Braun, Torres) — 32 min 26 s - - | Arbitrage : Chris Lee, Francois St. Laurent Steve Barton, Pierre Racicot |
| Quick            | Gardiens | Stalock             |                                              | Arbitrage : Chris Lee, Francois St. Laurent Steve Barton, Pierre Racicot |
| 44 min           | Pénalités | 54 min              |                                              | Arbitrage : Chris Lee, Francois St. Laurent Steve Barton, Pierre Racicot |
| 30               | Tirs | 26                  |                                              | Arbitrage : Chris Lee, Francois St. Laurent Steve Barton, Pierre Racicot |

| 30 avril | San José | 1-5 (0-0, 1-2, 0-3) | Los Angeles | SAP Center at San Jose 17 562 spectateurs |

| Feuille de match | Feuille de match                      | Feuille de match        | Feuille de match | Feuille de match                                                  |
| ---------------- | ------------------------------------- | ----------------------- | --- | ----------------------------------------------------------------- |
|                  | Irwin (Hertl, Sheppard) — 20 min 28 s | 1-0 1-1 1-2 1-3 1-4 1-5 | Doughty (Carter, Gáborík) — 24 min 57 s (SN) Kopitar (Williams, Clifford) — 38 min 39 s Toffoli (Pearson, Muzzin) — 44 min 40 s Brown (Kopitar) — 57 min 53 s (CV) Pearson (Lewis) — 59 min 12 s (CV) | Arbitrage : Dave Jackson, Dan O'Rourke Brian Murphy, Jonny Murray |
| Niemi            | Gardiens                              | Quick                   | | Arbitrage : Dave Jackson, Dan O'Rourke Brian Murphy, Jonny Murray |
| 6 min            | Pénalités                             | 12 min                  | | Arbitrage : Dave Jackson, Dan O'Rourke Brian Murphy, Jonny Murray |
| 40               | Tirs                                  | 30                      | | Arbitrage : Dave Jackson, Dan O'Rourke Brian Murphy, Jonny Murray |

### Demi-finale d'association contre Anaheim

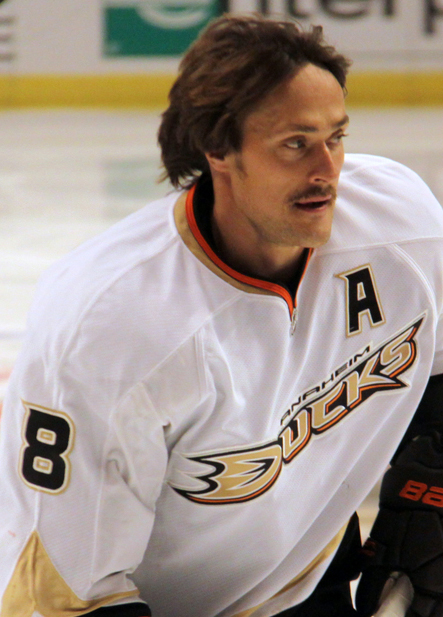
Teemu Selänne (ici avec les Ducks d'Anaheim en 2010) joue ses derniers matchs dans la LNH contre les Kings de Los Angeles qui remportent la série en sept rencontres.

Les deux franchises se rencontrent pour la première fois de leur histoire en séries éliminatoires. Au cours de la saison, elles se sont rencontrées à cinq reprises ; les Kings ont remporté la première confrontation en fusillade puis les Ducks ont remporté les quatre suivantes, y compris un match de la série des stades.
Les Ducks reçoivent les Kings pour le premier match de la série mais ce sont ces derniers qui ouvrent le score en 1re période. Un peu plus de deux minutes plus tard, Anaheim égalise et les deux équipes sont à égalité 1-1 à la fin de la première période. Aucune ne parvient à marquer lors du 2e tiers-temps et les Ducks prennent l'avantage en 3e période et se dirigent vers la victoire quand Los Angeles égalise à 7 secondes de la fin du temps réglementaire grâce à Marián Gáborík. Lors de la période de prolongation, Gáborík marquer son deuxième but et son troisième point du match après 12 minutes et permet à son équipe de mener 1-0 dans la série.
Dès le début de la 2e rencontre, Gáborík se signale à nouveau en marquant après seulement 34 secondes de jeu. Les Ducks égalisent en milieu de 1er tiers-temps mais les Kings reprennent l'avantage moins de 3 minutes plus tard. Plus rien n'est ensuite marqué jusqu'à la 59e minute, Quick terminant la partie avec 36 arrêts dont 15 dans la seule 3e période, et Los Angeles profite du filet déserté par le gardien d'Anaheim au profit d'un attaquant supplémentaire pour marquer un 3e et dernier but et mener 2-0 dans la série.
Lors du 3e match, ce sont les Ducks qui marquent les premiers en supériorité numérique après 4 minutes de jeu. Les Kings répliquent également en supériorité en 2e période mais Anaheim reprend l'avantage, toujours avec un avantage d'un joueur, avant la fin du tiers-temps. En milieu de 3e période, le gardien des Ducks, Andersen, se blesse et doit céder sa place à Hiller qui avait joué les deux premières rencontres. Ce dernier Lovejoy marque un 3e but pour Anaheim à 3 minutes de la fin du match et Hiller n'encaisse qu'un seul but à moins d'une minute de la fin du match. Les Ducks remportent la rencontre 3-2 et reviennent à 2 matches à 1 dans la série.
Andersen blessé, Anaheim fait appel au gardien recrue John Gibson qui a disputé 3 matchs avec les Ducks en saison régulière pour le suppléer lors de la 4e rencontre. Anaheim ouvre la marque après 16 minutes de jeu puis inscrit un deuxième but, à la suite d'une supériorité numérique. Gibson repousse les 9 tirs auxquels il fait face et son équipe rentre au vestiaire en menant 2-0. Lors du 2e tiers-temps, Anaheim ne parvient pas à tirer une seule fois au but mais Gibson repousse à nouveau tous les tirs. En 3e période, les Ducks son encore dominés, 7 tirs à 3 cette fois-ci. Aucune équipe ne parvient à marquer et les Ducks remportent leur 2e match pour égaliser dans la série grâce au blanchissage de Gibson lors de son premier match en séries éliminatoires. Le dernier gardien recrue à avoir réussi un blanchissage à son premier match en séries était Andrew Raycroft, 10 ans auparavant.
le cinquième match se joue sur la glace du Honda Center des Ducks et après un peu plus de deux minutes, ce sont les joueurs locaux qui ouvrent le score par Bonino. Lewis réduit l'écart sept minutes plus tard en étant aidé par le défenseur des Ducks, Bryan Allen, qui trompe Gibson. Les deux équipes se séparent sur le score de 1-1 mais au début du deuxième tiers-temps, les joueurs locaux prennent rapidement les devants en inscrivant trois buts, dont deux réalisations par Devante Smith-Pelly en un peu plus d'une minute. Les Ducks profitent alors des erreurs défensives des Kings qui parviennent petit à petit à revenir dans le jeu mais ils finissent tout de même derrière au tableau des buts à la fin de la rencontre avec 39 arrêts réalisés par Gibson sur 42 tirs subis.
Les Ducks ne parviennent pas à profiter de cet avantage et perdent la sixième rencontre sur la glace du Staples Center le 14 mai. Jake Muzzin trompe en premier Gibson à la suite d'une passe d'Anže Kopitar pour donner l'avantage aux Kings 1-0 au premier tiers. Un peu après la mi-match alors que les Kings semblent peiner pour sortir de leur zone Trevor Lewis fait un tir assez lointain sur le gardien des Ducks qui ne tombe pas assez vite à genou et laisse passer la rondelle entre ses genoux. Kyle Palmieri inscrit l'unique but de la partie pour Anaheim une minute plus tard en faisant semblant d'aller au premier poteau puis au dernier moment en contournant le but avant que Quick ne parvienne à changer de position. Comme les deux séries de l'association de l'Est, cette série se prolonge donc pour une septième et dernière date.
Cette dernière rencontre tourne rapidement à l'avantage des Kings qui inscrivent trois buts lors des douze premières minutes de jeu. Kopitar inscrit un quatrième but au début du deuxième tiers-temps ; Bruce Boudreau, entraîneur des Ducks, décide alors de sortir Gibson pour le remplacer par Hiller. Malgré ce changement, le but suivant est inscrit par Gáborík et il faut attendre la 37e minute pour vior les Ducks inscrire leur premier but de la soirée par l'intermédiaire de Palmieri. De retour sur la glace dans le troisième tiers-temps, Perry inscrit un deuxième but pour Anaheim. Mais à la 53e minute, les Kings inscrivent un nouveau but par Pearson et se qualifient pour la suite des séries éliminatoires. À la suite de cette élimination, le joueur vétéran Teemu Selänne met un terme à sa carrière après 21 saisons dans la LNH à presque 44 ans
| 3 mai | Anaheim | 2-3 (pr) (1-1, 0-0, 1-1, 0-1) | Los Angeles | Honda Center 17 393 spectateurs |

| Feuille de match | Feuille de match                                                                | Feuille de match    | Feuille de match | Feuille de match                                             |
| ---------------- | ------------------------------------------------------------------------------- | ------------------- | --- | ------------------------------------------------------------ |
|                  | Beleskey (Getzlaf, Fowler) — 11 min 41 s Selänne (Maroon, Getzlaf) — 48 min 8 s | 0-1 1-1 2-1 2-2 2-3 | Martinez (Gáborík, Kopitar) — 9 min 4 s (SN) Gáborík (Richards, Kopitar) — 59 min 53 s Gáborík (Kopitar, Doughty) — 72 min 7 s | Arbitrage : Tim Peel, Chris Rooney Derek Amell, Derek Nansen |
| Hiller           | Gardiens                                                                        | Quick               | | Arbitrage : Tim Peel, Chris Rooney Derek Amell, Derek Nansen |
| 8 min            | Pénalités                                                                       | 8 min               | | Arbitrage : Tim Peel, Chris Rooney Derek Amell, Derek Nansen |
| 35               | Tirs                                                                            | 36                  | | Arbitrage : Tim Peel, Chris Rooney Derek Amell, Derek Nansen |

| 5 mai | Anaheim | 1-3 (1-2, 0-0, 0-1) | Los Angeles | Honda Center 17 281 spectateurs |

| Feuille de match | Feuille de match                           | Feuille de match | Feuille de match                                                                                           | Feuille de match                                                   |
| ---------------- | ------------------------------------------ | ---------------- | --- | ------------------------------------------------------------------ |
|                  | Maroon (Getzlaf, Fowler) — 9 min 40 s (SN) | 0-1 1-1 1-2 1-3  | Gáborík (Kopitar, Brown) — 34 s Martinez (Toffoli, Pearson) — 12 min 7 s King (Williams) — 59 min 2 s (CV) | Arbitrage : Brad Watson, Steve Kozari Scott Driscoll, Steve Miller |
| Hiller           | Gardiens                                   | Quick            | | Arbitrage : Brad Watson, Steve Kozari Scott Driscoll, Steve Miller |
| 8 min            | Pénalités                                  | 10 min           | | Arbitrage : Brad Watson, Steve Kozari Scott Driscoll, Steve Miller |
| 37               | Tirs                                       | 17               | | Arbitrage : Brad Watson, Steve Kozari Scott Driscoll, Steve Miller |

| 8 mai | Los Angeles | 2-3 (0-1, 1-1, 1-1) | Anaheim | Staples Center 18 622 spectateurs |

| Feuille de match | Feuille de match                                                                      | Feuille de match    | Feuille de match | Feuille de match                                                    |
| ---------------- | ------------------------------------------------------------------------------------- | ------------------- | --- | ------------------------------------------------------------------- |
|                  | Carter (Gáborík, Kopitar) — 24 min 59 s (SN) Richards (Pearson, Carter) — 59 min 29 s | 0-1 1-1 1-2 1-3 2-3 | Perry (Maroon, Getzlaf) — 4 min 6 s (SN) Selänne (Bonino, Lindholm) — 35 min 10 s (SN) Lovejoy (Cogliano) — 57 min 5 s | Arbitrage : Kevin Pollock, Marc Joannette Shane Heyer, Jay Sharrers |
| Quick            | Gardiens                                                                              | Andersen Hiller     | | Arbitrage : Kevin Pollock, Marc Joannette Shane Heyer, Jay Sharrers |
| 8 min            | Pénalités                                                                             | 6 min               | | Arbitrage : Kevin Pollock, Marc Joannette Shane Heyer, Jay Sharrers |
| 31               | Tirs                                                                                  | 22                  | | Arbitrage : Kevin Pollock, Marc Joannette Shane Heyer, Jay Sharrers |

| 10 mai | Los Angeles | 0-2 (0-2, 0-0, 0-0) | Anaheim | Staples Center 18 489 spectateurs |

| Feuille de match | Feuille de match | Feuille de match | Feuille de match                                                                      | Feuille de match                                                          |
| ---------------- | ---------------- | ---------------- | ------------------------------------------------------------------------------------- | ------------------------------------------------------------------------- |
|                  | -                | 0-1 0-2          | Smith-Pelly (Perry, Getzlaf) — 16 min 2 s Getzlaf (Perry, Vatanen) — 18 min 45 s (SN) | Arbitrage : Dan O'Halloran, Kelly Sutherland Steve Barton, Pierre Racicot |
| Quick Jones      | Gardiens         | Gibson           |                                                                                       | Arbitrage : Dan O'Halloran, Kelly Sutherland Steve Barton, Pierre Racicot |
| 6 min            | Pénalités        | 8 min            |                                                                                       | Arbitrage : Dan O'Halloran, Kelly Sutherland Steve Barton, Pierre Racicot |
| 28               | Tirs             | 14               |                                                                                       | Arbitrage : Dan O'Halloran, Kelly Sutherland Steve Barton, Pierre Racicot |

| 12 mai | Anaheim | 4-3 (1-1, 3-1, 0-1) | Los Angeles | Honda Center 17 233 spectateurs |

| Feuille de match | Feuille de match | Feuille de match            | Feuille de match                                                                                                 | Feuille de match                                                    |
| ---------------- | --- | --------------------------- | --- | ------------------------------------------------------------------- |
|                  | Bonino (Winnik) — 2 min 15 s Smith-Pelly (Perreault, Selänne) — 21 min 11 s (SN) Smith-Pelly (Perreault, Selänne) — 22 min 34 s Silfverberg (Cogliano) — 28 min 23 s | 1-0 1-1 2-1 3-1 4-1 4-2 4-3 | Lewis (Williams) — 9 min 12 s Gáborík (Muzzin, Carter) — 38 min 42 s (SN) Gáborík (Brown, Kopitar) — 54 min 12 s | Arbitrage : Dave Jackson, Dan O'Rourke Scott Cherrey, Brad Kovachik |
| Gibson           | Gardiens | Quick                       | | Arbitrage : Dave Jackson, Dan O'Rourke Scott Cherrey, Brad Kovachik |
| 10 min           | Pénalités | 10 min                      | | Arbitrage : Dave Jackson, Dan O'Rourke Scott Cherrey, Brad Kovachik |
| 24               | Tirs | 42                          | | Arbitrage : Dave Jackson, Dan O'Rourke Scott Cherrey, Brad Kovachik |

| 14 mai | Los Angeles | 2-1 (1-0, 1-1, 0-0) | Anaheim | Staples Center 18 519 spectateurs |

| Feuille de match | Feuille de match                                                             | Feuille de match | Feuille de match                | Feuille de match                                                  |
| ---------------- | ---------------------------------------------------------------------------- | ---------------- | ------------------------------- | ----------------------------------------------------------------- |
|                  | Muzzin (Kopitar, Gáborík) — 8 min 16 s Lewis (Williams, Voïnov) — 34 min 4 s | 1-0 2-0 2-1      | Palmieri (Bonino) — 35 min 42 s | Arbitrage : Eric Furlatt, Wes McCauley Brian Murphy, Jonny Murray |
| Quick            | Gardiens                                                                     | Gibson           |                                 | Arbitrage : Eric Furlatt, Wes McCauley Brian Murphy, Jonny Murray |
| 10 min           | Pénalités                                                                    | 8 min            |                                 | Arbitrage : Eric Furlatt, Wes McCauley Brian Murphy, Jonny Murray |
| 23               | Tirs                                                                         | 22               |                                 | Arbitrage : Eric Furlatt, Wes McCauley Brian Murphy, Jonny Murray |

| 16 mai 2014 | Anaheim | 2-6 (3-0, 2-1, 1-1) | Los Angeles | Honda Center 17 395 spectateurs |

| Feuille de match                         | Feuille de match                                                                 | Feuille de match                | Feuille de match | Feuille de match                                                   |
| ---------------------------------------- | -------------------------------------------------------------------------------- | ------------------------------- | --- | ------------------------------------------------------------------ |
|                                          | Palmieri (Cogliano, Bonino) — 37 min 2 s Perry (Getzlaf, Lindholm) — 43 min 42 s | 0-1 0-2 0-3 0-4 0-5 1-5 2-5 2-6 | Williams (Richards, Voïnov) — 4 min 30 s (SN) Carter (Gáborík, Toffoli) — 8 min 48 s Richards (King, Clifford, 15) — 12 s Kopitar (Doughty, Clifford) — 22 min 2 s Gáborík (Kopitar, Martinez) — 34 min 8 s (SN) Pearson (Carter, Williams) — 53 min 54 s | Arbitrage : Dan O'Halloran, Wes McCauley Derek Amell, Jonny Murray |
| Gibson (22 min 2 s) Hiller (37 min 58 s) | Gardiens                                                                         | Quick                           | | Arbitrage : Dan O'Halloran, Wes McCauley Derek Amell, Jonny Murray |
| 14 min                                   | Pénalités                                                                        | 8 min                           | | Arbitrage : Dan O'Halloran, Wes McCauley Derek Amell, Jonny Murray |
| 27                                       | Tirs                                                                             | 30                              | | Arbitrage : Dan O'Halloran, Wes McCauley Derek Amell, Jonny Murray |

### Finales d'association contre Chicago

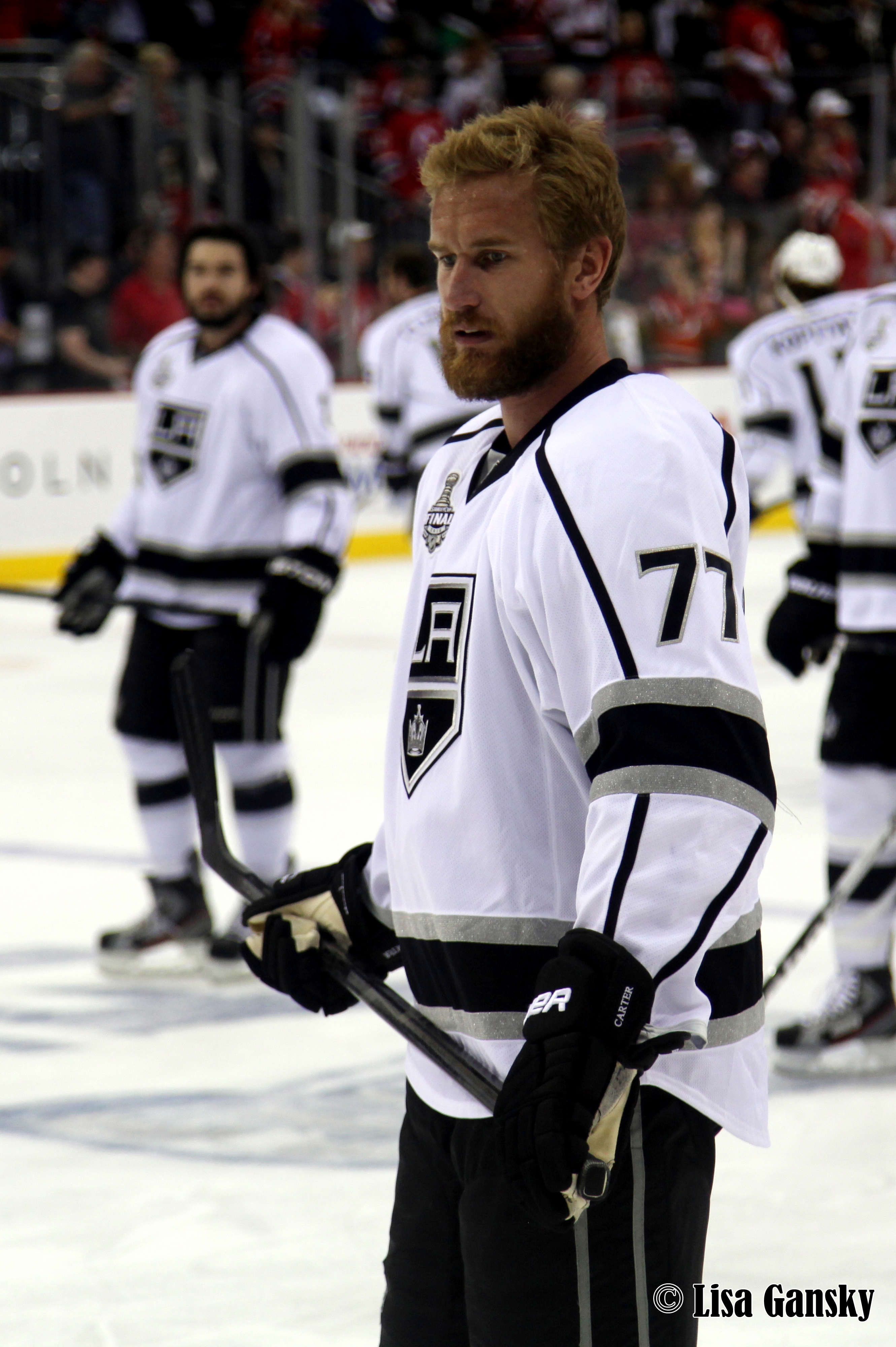
Jeff Carter (ici en 2012) inscrit un coup du chapeau pour les Kings lors du 2e match de la série et la victoire 6-2 contre Chicago.

À l'Ouest, la finale oppose les Kings aux Blackhawks avec une qualification au bout du septième match pour Los Angeles et du sixième pour Chicago. Les deux formations se sont rencontrées à trois reprises au cours de la saison régulière avec trois victoires pour Chicago. Il s'agit de la troisième confrontation entre les deux équipes en séries éliminatoires dont la dernière remonte aux séries précédentes avec une victoire de Chicago 4-1.
Le premier match de la série se joue le 18 mai et Chicago inscrit le premier but à la 14e minute de jeu, deux secondes avant la sortie de pénalité d'Alec Martinez. Les joueurs de Chicago passent la majorité de la pénalité dans la zone défensive des Kings avant que le défenseur Nick Leddy décroche une frappe puissante depuis la ligne bleue. Saad, placé juste devant Quick, détourne la rondelle dans le filet des Kings. La deuxième période voit la réduction du score par Toffoli qui reprend juste devant Crawford une passe de Pearson alors qu'un but est refusé à Toews pour Chicago en raison d'un contact entre Quick et Toews avant que le palet n'ait franchit la ligne de but. À la mi-match, c'est au tour de Keith de faire un lancer en force depuis la ligne bleue ; Quick est une nouvelle fois battu à la suite d'une déviation de son coéquipier Trevor Lewis. Au cours de la troisième période, Los Angeles fait tout pour revenir une nouvelle fois au score mais à quelques minutes de la fin du match, Toews reprend une passe de Johnny Oduya pour porter la marque à 3-1.
Les joueurs de Chicago commencent bien le deuxième match de la série puisqu'ils inscrivent le premier but de la soirée en première période par Leddy puis doublent la marque au tout début de la deuxième période par Smith. Williams permet aux Kings de revenir à 2-1 à la fin du tiers-temps. Le dernier tiers-temps est totalement dominé par les Kings qui inscrivent cinq buts sur 12 lancers sur Crawford dont un coup du chapeau pour Jeff Carter qui compte également une aide pour un total de quatre points lors de la soirée.
Le troisième match de la série, joué à Los Angeles, voit les visiteurs marquer en premier par l'intermédiaire de Toews mais les Kings répliquent 50 secondes après et égalisent. Toews, à nouveau, redonne l'avantage 7 minutes plus tard à Chicago qui mène 2-1 à l'issue de la première période. Après avoir mené 2 fois, les Blackhawks encaissent ensuite 3 buts consécutifs, 2 lors du 2e tiers-temps et 1 lors du 3e, qui permettent aux Kings de mener 4-2 alors qu'il ne reste que 8 minutes à jouer. Chicago bute sur la défense de Los Angeles et ne parvient à marquer un troisième but qu'à 5 secondes de la fin du match, trop tard pour espérer égaliser. Les Kings remportent le match et prennent alors l'avantage 2-1 dans la série,.
Les Kings accueillent à nouveau les Blackhawks pour le 4e match. Ce sont les locaux qui marquent les premiers en avantage numérique après 9 minutes de jeu. 2 minutes 13 plus tard, ils augmentent leur avance puis, encore en supériorité numérique, marquent un 3e but et regagnent les vestiaires sur le score de 3-0. Los Angeles accroît son avance grâce à un 4e but marqué en 2e période avant que Chicago ne réagisse enfin et réduise le score 2 minutes plus tard. Les Blackhawks parviennent à marquer un 2e but lors du 3e tiers-temps mais Tanner Pearson se charge de clore définitivement la rencontre dans le but laissé vide par Crawford et les Kings remportent le match 5-2 pour mener 3-1 dans la série et se retrouver à une victoire de la finale
De retour à Chicago, les Blackhawks sont les premiers à marquer en tout début du 5e match lors d'une supériorité numérique. Ils marquent un 2e but 2 minutes plus tard mais les Kings réduisent l'écart peu avant la moitié du tiers-temps par Gáborík qui, avec ce 11e but en séries, est en tête des buteurs. Chicago reprend 2 buts d'avance peu après mais les Kings répliquent à nouveau et les deux équipes terminent la 1re période sur le score de 3-2 pour les Blackhawks. En 2e période, les Kings dominent les Blackhawks 16 tirs à 11 et marquent 2 buts en 2 minutes pour prendre l'avantage 4-3. Chicago réplique en 3e tiers temps et parvient à égaliser après 1 minute 13. Les deux gardiens repoussent ensuite tous les tirs auxquels ils font face et le temps réglementaire se termine sur un match nul 4-4 qui oblige les deux formation à jouer une prolongation. La 1re prolongation voit les deux équipes se neutraliser et il faut attendre le début de la 2e prolongation pour que le match se termine par un but de Handzuš, sur la 4e passe de la soirée de Kane, qui permet aux Blackhawks de remporter une 2e victoire dans la série et de garder un espoir de qualification,
De retour à Los Angeles, les Kings ont l'occasion de se qualifier pour la 2e fois de suite, cette fois-ci devant leur public lors du 6e match. Ils sont les premiers à marquer par King et mènent 1-0 à l'issue du 1er tiers-temps. Les Blackhawks se reprennent en début de 2e période et marquent deux buts en 1 minute 37, d'abord par Kane en supériorité numérique, puis par Smith et mènent 2-1 à l'orée du 3e tiers-temps. Le début de la 3e période voit les Kings marquer 2 buts, par Doughty et Martinez en un peu plus de 2 minutes et qui reprennent l'avantage 3-2 mais Chicago égalise par Keith sur une passe de Kane peu après le milieu de la période. Kane marque ensuite et inscrit son 3e point dans la partie après avoir marqué 4 points lors du match précédent. Le match se termine sur le score de 4-3 pour les Blackhawks qui égalisent et obligent les Kings à disputer une 7e rencontre décisive à Chicago pour la qualification pour la finale.
Pour la troisième fois des séries, les Kings disputent un 7e match à l'extérieur. Les Blackhawks ouvrent la marque par Saad après 5 minutes 6 de jeu puis Toews donne une avance de 2 buts à son équipe 3 minutes 30 plus tard en supériorité numérique. Carter puis Williams, en 51 secondes, permettent ensuite aux Kings de revenir à la marque mais Sharp redonne un but d'avance à Chicago 12 secondes plus tard. En milieu de 2e période, Los Angeles égalise à nouveau mais Sharp marque le 4e but de Chicago qui rentre au vestiaire en menant 4-3. Lors du 3e tiers-temps, Gáborík marque son 12e but des séries et égalise pour les Kings. Les deux équipes doivent alors disputer une prolongation décisive. Après 5 minutes 47, Martinez marque pour Los Angeles et qualifie les Kings pour la finale de la Coupe Stanley où, cette fois, ils auront l'avantage de la glace face aux Rangers,.
| 18 mai | Chicago | 3-1 (1-0, 1-1, 1-0) | Los Angeles | United Center 21 832 spectateurs |

| Feuille de match | Feuille de match                                                                                               | Feuille de match | Feuille de match                            | Feuille de match                                                       |
| ---------------- | --- | ---------------- | ------------------------------------------- | ---------------------------------------------------------------------- |
|                  | Saad (Leddy, Hossa) — 14 min 46 s (SN) - Keith (Saad, Krüger) — 31 min 54 s Toews (Oduya, Hossa) — 56 min 10 s | 1-0 1-1 2-1 3-1  | - Toffoli (Pearson, Carter) — 24 min 35 s - | Arbitrage : Marc Joannette, Kevin Pollock Scott Driscoll, Steve Miller |
| Crawford         | Gardiens | Quick            |                                             | Arbitrage : Marc Joannette, Kevin Pollock Scott Driscoll, Steve Miller |
| 4 min            | Pénalités | 4 min            |                                             | Arbitrage : Marc Joannette, Kevin Pollock Scott Driscoll, Steve Miller |
| 20               | Tirs | 26               |                                             | Arbitrage : Marc Joannette, Kevin Pollock Scott Driscoll, Steve Miller |

| 21 mai | Chicago | 2-6 (1-0, 1-1, 0-5) | Los Angeles | United Center 22 019 spectateurs |

| Feuille de match | Feuille de match                                                         | Feuille de match                | Feuille de match | Feuille de match                                                 |
| ---------------- | ------------------------------------------------------------------------ | ------------------------------- | --- | ---------------------------------------------------------------- |
|                  | Leddy (Keith) — 14 min 16 s (SN) Smith (Bollig, Oduya) — 21 min 40 s - - | 1-0 2-0 2-1 2-2 2-3 2-4 2-5 2-6 | - Williams (Richards, King) — 38 min 14 s Carter (Doughty, Voïnov) — 41 min 37 s (SN) Muzzin (Martinez, Kopitar) — 44 min 4 s (SN) Toffoli (Pearson, Carter) — 48 min 59 s Carter (Pearson, Greene) — 54 min 44 s Carter — 56 min 29 s (CV) | Arbitrage : Dave Jackson, Dan O'Rourke Shane Heyer, Jonny Murray |
| Crawford         | Gardiens                                                                 | Quick                           | | Arbitrage : Dave Jackson, Dan O'Rourke Shane Heyer, Jonny Murray |
| 10 min           | Pénalités                                                                | 10 min                          | | Arbitrage : Dave Jackson, Dan O'Rourke Shane Heyer, Jonny Murray |
| 25               | Tirs                                                                     | 31                              | | Arbitrage : Dave Jackson, Dan O'Rourke Shane Heyer, Jonny Murray |

| 24 mai | Los Angeles | 4-3 (1-2, 2-0, 1-1) | Chicago | Staples Center 18 374 spectateurs |

| Feuille de match | Feuille de match | Feuille de match            | Feuille de match                                                                              | Feuille de match                                                   |
| ---------------- | --- | --------------------------- | --------------------------------------------------------------------------------------------- | ------------------------------------------------------------------ |
|                  | - Voïnov (Carter, Doughty) — 6 min 16 s (SN) - Carter (Pearson) — 28 min 8 s Toffoli (Carter, Mitchell) — 34 min 19 s Doughty (Muzzin, Williams) — 51 min 57 s - | 0-1 1-1 1-2 2-2 3-2 4-2 4-3 | Toews — 5 min 26 s (IN) - Towes (Rozsíval, Hossa) — 13 min 19 s - Sharp (Leddy) — 59 min 55 s | Arbitrage : Brad Watson, Steve Kozari Steve Barton, Pierre Racicot |
| Quick            | Gardiens | Crawford                    |                                                                                               | Arbitrage : Brad Watson, Steve Kozari Steve Barton, Pierre Racicot |
| 8 min            | Pénalités | 6 min                       |                                                                                               | Arbitrage : Brad Watson, Steve Kozari Steve Barton, Pierre Racicot |
| 32               | Tirs | 27                          |                                                                                               | Arbitrage : Brad Watson, Steve Kozari Steve Barton, Pierre Racicot |

| 26 mai | Los Angeles | 5-2 (3-0, 1-1, 1-1) | Chicago | Staples Center 18 468 spectateurs |

| Feuille de match | Feuille de match | Feuille de match            | Feuille de match                                                     | Feuille de match                                                    |
| ---------------- | --- | --------------------------- | -------------------------------------------------------------------- | ------------------------------------------------------------------- |
|                  | Muzzin (Doughty, Toffoli) — 9 min (SN) Gáborík (Kopitar) — 11 min 13 s Brown (Williams, Muzzin) — 15 min 56 s (SN) Doughty (Kopitar, Williams) — 32 min 43 s - Pearson (Carter) — 58 min 58 s (CV) | 1-0 2-0 3-0 4-0 4-1 4-2 5-2 | - Saad (Rozsíval) — 34 min 3 s Bickell (Kane, Toews) — 49 min 29 s - | Arbitrage : Dan O'Halloran, Wes McCauley Derek Amell, Brad Kovachik |
| Quick            | Gardiens | Crawford                    |                                                                      | Arbitrage : Dan O'Halloran, Wes McCauley Derek Amell, Brad Kovachik |
| 8 min            | Pénalités | 8 min                       |                                                                      | Arbitrage : Dan O'Halloran, Wes McCauley Derek Amell, Brad Kovachik |
| 21               | Tirs | 24                          |                                                                      | Arbitrage : Dan O'Halloran, Wes McCauley Derek Amell, Brad Kovachik |

| 28 mai | Chicago | 5-4 (2 pr) (3-2, 0-2, 1-0, 0-0, 1-0) | Los Angeles | United Center 21 871 spectateurs |

| Feuille de match | Feuille de match | Feuille de match                    | Feuille de match | Feuille de match                                                       |
| ---------------- | --- | ----------------------------------- | --- | ---------------------------------------------------------------------- |
|                  | Seabrook (Toews, Kane) — 1 min 13 s (SN) Oduya (Kane, Shaw) — 3 min 40 s Saad (Shaw, Kane) — 11 min 6 s Smith (Saad, Richards) — 41 min 17 s Handzuš (Saad, Kane) — 82 min 4 s | 1-0 2-0 2-1 3-1 3-2 3-3 3-4 4-4 5-4 | Stoll (King) — 9 min 49 s Gáborík (Kopitar, Brown) — 13 min 16 s Brown (Gáborík) — 31 min 8 s Pearson (Carter, Richards) — 33 min 8 s | Arbitrage : Marc Joannette, Kevin Pollock Steve Miller, Scott Driscoll |
| Crawford         | Gardiens | Quick                               | | Arbitrage : Marc Joannette, Kevin Pollock Steve Miller, Scott Driscoll |
| 6 min            | Pénalités | 8 min                               | | Arbitrage : Marc Joannette, Kevin Pollock Steve Miller, Scott Driscoll |
| 45               | Tirs | 44                                  | | Arbitrage : Marc Joannette, Kevin Pollock Steve Miller, Scott Driscoll |

| 30 mai | Los Angeles | 3-4 (1-0, 0-2, 2-2) | Chicago | Staples Center 18 471 spectateurs |

| Feuille de match | Feuille de match                                                                                             | Feuille de match            | Feuille de match | Feuille de match                                                 |
| ---------------- | --- | --------------------------- | --- | ---------------------------------------------------------------- |
|                  | King (Stoll, Williams) — 17 min 3 s Doughty (Brown, Richards) — 45 min 32 s Martinez (Doughty) — 47 min 38 s | 1-0 1-1 1-2 2-2 3-2 3-3 3-4 | Kane (Toews, Seabrook) — 21 min 12 s (SN) Smith (Sharp, Seabrook) — 22 min 49 s Keith (Kane, Shaw) — 51 min 34 s Kane (Saad, Hjalmarsson) — 56 min 15 s | Arbitrage : Dave Jackson, Dan O'Rourke Jonny Murray, Shane Heyer |
| Quick            | Gardiens | Crawford                    | | Arbitrage : Dave Jackson, Dan O'Rourke Jonny Murray, Shane Heyer |
| 4 min            | Pénalités | 4 min                       | | Arbitrage : Dave Jackson, Dan O'Rourke Jonny Murray, Shane Heyer |
| 29               | Tirs | 25                          | | Arbitrage : Dave Jackson, Dan O'Rourke Jonny Murray, Shane Heyer |

| 1er juin | Chicago | 4-5 (pr) (3-2, 1-1, 0-1, 0-1) | Los Angeles | United Center 22 315 spectateurs |

| Feuille de match | Feuille de match | Feuille de match                    | Feuille de match | Feuille de match                                                     |
| ---------------- | --- | ----------------------------------- | --- | -------------------------------------------------------------------- |
|                  | Saad (Kane, Shaw) — 5 min 6 s Toews (Kane, Seabrook) — 8 min 36 s (SN) - Sharp (Kruger) — 17 min 34 s - Sharp (Saad) — 38 min 25 s (SN) - - | 1-0 2-0 2-1 2-2 3-2 3-3 4-3 4-4 4-5 | - - Carter (Brown, Toffoli) — 16 min 31 s Williams (Voïnov, King) — 17 min 22 s Toffoli (Greene, King) — 30 min 31 s - Gáborík (Brown, Kopitar) — 52 min 43 s Martinez (Williams, Greene) — 65 min 47 s | Arbitrage : Dan O'Halloran, Wes McCauley Scott Driscoll, Shane Heyer |
| Crawford         | Gardiens | Quick                               | | Arbitrage : Dan O'Halloran, Wes McCauley Scott Driscoll, Shane Heyer |
| 4 min            | Pénalités | 10 min                              | | Arbitrage : Dan O'Halloran, Wes McCauley Scott Driscoll, Shane Heyer |
| 41               | Tirs | 32                                  | | Arbitrage : Dan O'Halloran, Wes McCauley Scott Driscoll, Shane Heyer |

### Finale de la Coupe Stanley contre les Rangers de New York

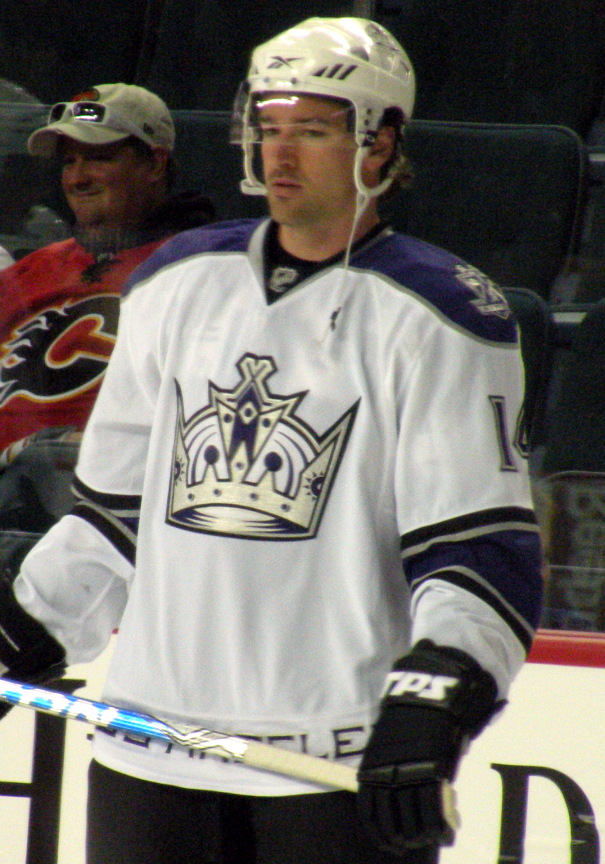
Justin Williams (ici en 2009) remporte la Coupe Stanley avec les Kings et le trophée Conn-Smythe du meilleur joueur des séries.

La finale 2014 de la Coupe Stanley oppose donc les Rangers de New York de l'Association de l'Est aux Kings de Los Angeles de celle de l'Ouest. Les deux formations ne se sont rencontrées qu'une seule fois au cours de la saison régulière avec une victoire de chaque côté, chaque succès étant remporté sur la patinoire de l'autre équipe. La précédente confrontation lors des séries entre les deux franchises remonte aux séries de 1981 avec une victoire pour la ville de New York en quatre rencontres lors du premier tour.
Le premier match de la série se joue le 4 juin dans la patinoire des Kings, le Staples Center. Les dix premières minutes du match voient les deux équipes se neutraliser. Pouliot ouvre le score à la treizième minute en interceptant une passe destinée à Doughty ; l'attaquant des Rangers part en échappée et trompe Quick pour le premier but de la finale. Moins de deux minutes plus tard c'est au tour de Hagelin de se présenter en échappée devant Quick et d'inscrire le deuxième but des Rangers alors que ces derniers sont en infériorité numérique. Avant la fin du tiers temps, Clifford remet les Kings dans la course en lançant la rondelle derrière Lundqvist. À la mi-match, Los Angeles revient au score par un but de Doughty. Le score n'évolue plus jusqu'à la fin des soixante minutes réglementaires même si les joueurs locaux tentent 20 lancers contre 3 lors du dernier tiers. Après 4 minutes de prolongation, Mike Richards sert idéalement Justin Williams qui bat Lundqvist au-dessus de son épaule.
Le début du deuxième match de la série ressemble à celui de la première rencontre : les deux équipes se neutralisent pendant les 10 premières minutes puis les Rangers inscrivent deux buts avant la fin du tiers-temps d'abord par McDonagh puis Zuccarello. Au tout début de la deuxième période, Stoll remet les Kings dans la course mais 10 minutes plus tard, St-Louis redonne deux buts d'avance aux Rangers en supériorité numérique. Le cinquième but de la soirée est inscrit par Mitchell pour les Kings à la 34e minute de jeu. Onze seconde après le but de Mitchell, Brassard marque un nouveau but pour les Rangers qui finissent le deuxième tiers-temps avec deux buts d'avance, 4-2. Au tout début du troisième tiers-temps, Dwight King se trouve en écran juste devant le gardien des Rangers quand Matt Greene effectue un lancer depuis la ligne bleue. Le palet est dévié par King dans le but de Lundqvist pour redonner l'espoir aux joueurs de Los Angeles. Marián Gáborík, ancien joueur des Rangers, égalise pour les Kings à la 47e minute. Le score reste inchangé jusqu'à la fin du match et une prolongation doit être jouée. Les premières vingt-minutes ne donnent rien ; le but de la victoire vient finalement après 90 minutes de jeu quand Brown dévie juste devant Lundqvist un lancer de la ligne bleue effectuée par Mitchell.
Le troisième match est joué au Madison Square Garden qui accueille la finale de la Coupe Stanley pour la première fois depuis 20 ans. Cette fois-ci, les deux équipes se neutralisent pendant la quasi-totalité de la première période mais les Kings parviennent à ouvrir la marque par Jeff Carter alors qu'il ne reste que 7 dixièmes de seconde à jouer. En début de deuxième tiers-temps, les Rangers sont pénalisés à deux reprises et les Kings en profitent pour marquer en supériorité numérique et mener 2-0. Richards marque ensuite un troisième but pour l'équipe visiteuse peu avant la fin de la période et Los Angeles rentre au vestiaire avec 3 buts d'avance. Aucune équipe ne marque ensuite de but lors du troisième tiers-temps, Quick réalisant un blanchissage, et les Kings remportent leur troisième victoire en 3 matchs.
Le quatrième match, joué à nouveau à New York, ne peut être que gagné par les Rangers s'ils veulent espérer remporter la Coupe Stanley. Après un peu plus de 7 minutes de jeu, Pouliot donne l'avantage à New York qui mène 1-0 à l'issue de la première période. Les Rangers augmentent ensuite leur avance grâce à St-Louis qui reprend la rondelle après une frappe de Stepan repoussée par Quick. 2 minutes 19 plus tard, les Rangers en supériorité numérique en zone offensive perdent le palet que récupère Brown ; celui-ci parvient à marquer et les Kings réduisent la marque 2-1. Lors du troisième tiers-temps, les Kings dominent les Rangers 15 tirs au but à 1 mais Lundqvist repousse toutes les tentatives adverses et New York oblige Los Angeles à jouer un cinquième match.
Los Angeles accueille le cinquième match de la finale le 13 juin 2014 et à la treizième minute les joueurs locaux ouvrent le score. Sur un lancer de la ligne bleue de Willie Mitchell, Lundqvist fait l'arrêt mais laisse un rebond. Le gardien suédois des Rangers effectue un deuxième arrêt sur une tentative de King mais il ne parvient pas à arrêter un troisième palet de suite propulsé dans le fond du filet par Williams. Le score n'évolue pas avant la fin de la période et il faut attendre la mi-match pour voir l'égalisation des Rangers. Sur une supériorité numérique, McDonagh réalise une bonne passe à Kreider qui n'a qu'à dévier la rondelle dans les buts de Quick pour créer l'égalité. À moins d'un minute de la fin de la période et alors que les Rangers sont en infériorité numérique, Hagelin met la pression sur la défense des Rangers dans la zone neutre, récupère le palet et le transmet à Boyle. Ce dernier prend de vitesse son vis-à-vis, Doughty, et inscrit le deuxième but de son équipe de la soirée. Les Kings profitent également d'une supériorité numérique pour revenir dans le jeu. Ainsi, à la septième minute de la troisième période, Mats Zuccarello est pénalité pour avoir accrocher Jake Muzzin et dès le début de la supériorité, les Kings mettent la pression sur Lundqvist. Sur un lancer-frappé de Doughty dévié juste devant les buts par Gaborik, Lundqvist fait l'arrêt mais le rebond laissé revient dans la palette du joueur slovaque des Kings qui inscrit le but. Les deux équipes ne parviennent pas à se départager et une nouvelle fois des prolongations doivent être jouées malgré la domination des Kings au chapitre des lancers, 29 à 15. Comme lors du deuxième match de la série, la première prolongation ne voit aucune équipe marquer. Au bout de quinze minutes lors de la deuxième prolongation, les Kings sortent de leur zone par un jeu de passes entre Kyle Clifford et Tyler Toffoli. Ce dernier effectue un lancer sur la gauche de Lundqvist qui laisse un nouveau rebond. Martinez reprend victorieusement ce rebond pour donner la victoire et la Coupe Stanley aux Kings. À l'issue de la rencontre, Justin Williams est désigné meilleur joueur des séries et reçoit le trophée Conn-Smythe.
| 4 juin | Los Angeles | 3-2 (pr) (1-2, 1-0, 0-0, 1-0) | New York | Staples Center 18 399 spectateurs |

| Feuille de match | Feuille de match                                                                                             | Feuille de match    | Feuille de match                                                  | Feuille de match                                                  |
| ---------------- | --- | ------------------- | ----------------------------------------------------------------- | ----------------------------------------------------------------- |
|                  | Clifford (Carter) — 17 min 33 s Doughty (Williams, Clifford) — 26 min 36 s Williams (Richards) — 64 min 36 s | 0-1 0-2 1-2 2-2 3-2 | Pouliot — 13 min 21 s Hagelin (Boyle, McDonagh) — 15 min 3 s (IN) | Arbitrage : Steve Kozari, Brad Watson Shane Heyer, Scott Driscoll |
| Quick            | Gardiens | Lundqvist           |                                                                   | Arbitrage : Steve Kozari, Brad Watson Shane Heyer, Scott Driscoll |
| 8 min            | Pénalités | 10 min              |                                                                   | Arbitrage : Steve Kozari, Brad Watson Shane Heyer, Scott Driscoll |
| 43               | Tirs | 27                  |                                                                   | Arbitrage : Steve Kozari, Brad Watson Shane Heyer, Scott Driscoll |

| 7 juin | Los Angeles | 5-4 (2 pr) (0-2, 2-2, 2-0, 0-0, 1-0) | New York | Staples Center 18 532 spectateurs |

| Feuille de match | Feuille de match | Feuille de match                    | Feuille de match | Feuille de match                                                    |
| ---------------- | --- | ----------------------------------- | --- | ------------------------------------------------------------------- |
|                  | Stoll (Williams, King) — 21 min 46 s Mitchell (Voïnov, Williams) — 34 min 39 s (SN) King (Greene, Williams) — 41 min 58 s Gáborík — 47 min 36 s Brown (Mitchell, Kopitar) — 90 min 26 s | 0-1 0-2 1-2 1-3 2-3 2-4 3-4 4-4 5-4 | McDonagh (Moore) — 10 min 48 s Zuccarello (McDonagh, Brassard) — 18 min 46 s St-Louis (Stepan, Kreider) — 31 min 24 s (SN) Brassard (Zuccarello) — 34 min 50 s | Arbitrage : Wes McCauley, Dan O'Halloran Derek Amell, Brad Kovachik |
| Quick            | Gardiens | Lundqvist                           | | Arbitrage : Wes McCauley, Dan O'Halloran Derek Amell, Brad Kovachik |
| 10 min           | Pénalités | 8 min                               | | Arbitrage : Wes McCauley, Dan O'Halloran Derek Amell, Brad Kovachik |
| 44               | Tirs | 38                                  | | Arbitrage : Wes McCauley, Dan O'Halloran Derek Amell, Brad Kovachik |

| 9 juin | New York | 0-3 (0-1, 0-2, 0-0) | Los Angeles | Madison Square Garden 18 006 spectateurs |

| Feuille de match | Feuille de match | Feuille de match | Feuille de match | Feuille de match                                                  |
| ---------------- | ---------------- | ---------------- | --- | ----------------------------------------------------------------- |
|                  | - -              | 0-1 0-2 0-3      | Carter (Wiliams, Voïnov) — 19 min 59 s Muzzin (Kopitar, Gaborik) — 24 min 17 s (SN) Richards (Clifford) — 37 min 14 s | Arbitrage : Brad Watson, Steve Kozari Shane Heyer, Scott Driscoll |
| Lundqvist        | Gardiens         | Quick            | | Arbitrage : Brad Watson, Steve Kozari Shane Heyer, Scott Driscoll |
| 8 min            | Pénalités        | 12 min           | | Arbitrage : Brad Watson, Steve Kozari Shane Heyer, Scott Driscoll |
| 32               | Tirs             | 15               | | Arbitrage : Brad Watson, Steve Kozari Shane Heyer, Scott Driscoll |

| 11 juin | New York | 2-1 (1-0, 1-1, 0-0) | Los Angeles | Madison Square Garden 18 006 spectateurs |

| Feuille de match | Feuille de match                                                                     | Feuille de match | Feuille de match      | Feuille de match                                                    |
| ---------------- | ------------------------------------------------------------------------------------ | ---------------- | --------------------- | ------------------------------------------------------------------- |
|                  | Pouliot (J. Moore, Brassard) — 7 min 25 s St-Louis (Kreider, Stepan) — 26 min 27 s - | 1-0 2-0 2-1      | - Brown — 28 min 46 s | Arbitrage : Dan O'Halloran, Wes McCauley Derek Amell, Brad Kovachik |
| Lundqvist        | Gardiens                                                                             | Quick            |                       | Arbitrage : Dan O'Halloran, Wes McCauley Derek Amell, Brad Kovachik |
| 6 min            | Pénalités                                                                            | 8 min            |                       | Arbitrage : Dan O'Halloran, Wes McCauley Derek Amell, Brad Kovachik |
| 19               | Tirs                                                                                 | 41               |                       | Arbitrage : Dan O'Halloran, Wes McCauley Derek Amell, Brad Kovachik |

| 13 juin | Los Angeles | 3-2 (2 pr) (1-0, 0-2, 1-0, 0-0, 1-0) | New York | Staples Center 18 713 spectateurs |

| Feuille de match | Feuille de match | Feuille de match    | Feuille de match                                                                   | Feuille de match                                                  |
| ---------------- | --- | ------------------- | ---------------------------------------------------------------------------------- | ----------------------------------------------------------------- |
|                  | Williams (King, Stoll) — 6 min 4 s Gáborík (Doughty, Carter) — 47 min 56 s (SN) Martinez (Toffoli, Clifford) — 94 min 43 s | 1-0 1-1 1-2 2-2 3-2 | Kreider (McDonagh, Richards) — 35 min 37 s (SN) Boyle (Hagelin) — 39 min 30 s (IN) | Arbitrage : Steve Kozari, Brad Watson Scott Driscoll, Shane Heyer |
| Quick            | Gardiens | Lundqvist           |                                                                                    | Arbitrage : Steve Kozari, Brad Watson Scott Driscoll, Shane Heyer |
| 10 min           | Pénalités | 8 min               |                                                                                    | Arbitrage : Steve Kozari, Brad Watson Scott Driscoll, Shane Heyer |
| 51               | Tirs | 30                  |                                                                                    | Arbitrage : Steve Kozari, Brad Watson Scott Driscoll, Shane Heyer |

## Statistiques des séries
| Nom             | PJ | B  | A  | Pts | Pun | +/- |
| --------------- | -- | -- | -- | --- | --- | --- |
| Anže Kopitar    | 26 | 5  | 21 | 26  | 9   | 14  |
| Justin Williams | 26 | 9  | 16 | 25  | 13  | 35  |
| Jeff Carter     | 26 | 10 | 15 | 25  | 5   | 4   |
| Marián Gáborík  | 26 | 14 | 8  | 22  | 6   | 6   |
| Drew Doughty    | 26 | 5  | 13 | 18  | 2   | 30  |
| Dustin Brown    | 26 | 6  | 8  | 14  | 7   | 22  |
| Tyler Toffoli   | 26 | 7  | 7  | 14  | 6   | 10  |
| Jake Muzzin     | 26 | 6  | 6  | 12  | 6   | 8   |
| Tanner Pearson  | 24 | 4  | 8  | 12  | 10  | 8   |
| Dwight King     | 26 | 3  | 8  | 11  | 5   | 20  |
| Mike Richards   | 26 | 3  | 7  | 10  | −6  | 17  |
| Alec Martinez   | 26 | 5  | 5  | 10  | 1   | 12  |
| Slava Voynov    | 26 | 2  | 7  | 9   | 4   | 16  |
| Kyle Clifford   | 24 | 1  | 6  | 7   | −2  | 39  |
| Jarret Stoll    | 26 | 3  | 3  | 6   | 6   | 18  |
| Trevor Lewis    | 26 | 4  | 1  | 5   | −6  | 6   |
| Willie Mitchell | 18 | 1  | 3  | 4   | 10  | 20  |
| Matt Greene     | 20 | 0  | 4  | 4   | 5   | 16  |
| Robyn Regehr    | 8  | 0  | 2  | 2   | 0   | 7   |
| Jeff Schultz    | 7  | 0  | 0  | 0   | −1  | 0   |
| Jordan Nolan    | 3  | 0  | 0  | 0   | −3  | 2   |